# Giovanni Tomasicchio
Giovanni Tomasicchio, né le 1er janvier 1982 à Bari, est un athlète italien, spécialiste du sprint.

## Biographie
Giovanni Tomasicchio est membre du club de l'Atletica Riccardi de Milan.
Son meilleur temps sur 100 mètres était de 10 s 34 (avec + 1,3 m/s), performance réalisée à Lugano le 12 juin 2009, temps qu'il a amélioré en 10 s 25 à Rieti en 2010.
Le 20 juin 2009, il remporte, avec Simone Collio, Emanuele Di Gregorio et Fabio Cerutti, le relais 4 × 100 mètres lors des 1ers Championnats d'Europe d'athlétisme par équipes, à Leiria, dans le temps de 38 s 77.